# Pierre des Essarts
Pierre des Essarts (ur. w XIV wieku, zm. 1 lipca 1413 w Paryżu) – polityk związany z burgundczykami, a następnie z armaniakami.

## Życiorys
W maju 1408 został prewotem Paryża, zastępując na tym stanowisku Guillaume’a de Tignonville. 7 października 1409 na zlecenie księcia Burgundii Jana bez Trwogi doprowadził do aresztowania Jeana de Montaigu, doradcy króla Francji Karola VI Szalonego, a dziesięć dni później stracenia go za spiskowanie przeciw rodzinie królewskiej. W czasie rewolty cabochiens w 1413 stronnicy Simona Caboche’a odwołali go z urzędu, a następnie doprowadzili do jego egzekucji. 1 lipca 1413 na placu Les Halles Pierre’owi des Essarts ścięto głowę, a jego zwłoki powieszono na publicznej szubienicy w Montfaucon i oddano rodzinie dopiero po trzech latach.